# Gralingen
Gralingen (luxemburgisch Grooljenⓘ) ist eine Ortschaft in der Gemeinde Pütscheid, Kanton Vianden, im Großherzogtum Luxemburg.

## Lage
Gralingen liegt im Südwesten der Gemeinde im Naturpark Our. Durch den Ort verläuft die CR 320A. Nachbarorte sind im Norden Merscheid und im Westen Hoscheid.

## Allgemeines und Geschichte
Gralingen ist ein ländlich geprägter Ort. Erstmals urkundlich erwähnt wurde das Dorf im Jahr 1319 als Graildingen. 1506 wird der Ort Gradlingen genannt. Die Bevölkerungsentwicklung in Gralingen war in den letzten Jahren sehr positiv. Gralingen ist nun mit 255 Einwohnern die einwohnerstärkste Ortschaft in der Gemeinde.
Die Kath. Filialkirche St. Lambertus wurde im Stil der Neugotik zwischen 1892 und 1893 errichtet. Sie gehört zur Pfarre Merscheid.